# ألمان بلطيقيون
الألمان البلطيقيون (بالألمانية: Deutsch-Balten أو Deutschbalten، ولاحقًا Baltendeutsche)، هم السكان من العرق الألماني الذين كانوا يقطنون السواحل الشرقية لبحر البلطيق، في المناطق التي تُعرف اليوم بجمهوريتي إستونيا ولاتفيا. ومنذ إعادة توطينهم عام 1945 عقب نهاية الحرب العالمية الثانية، تراجع عدد الألمان البلطيقيين بشكل حاد كجماعة عرقية محددة جغرافيًا في المنطقة، حيث انتقل معظمهم إلى ألمانيا وغيرها من الدول ضمن الشتات الألماني.
شكّل المتحدثون بالألمانية منذ أواخر العصور الوسطى الغالبية بين التجار ورجال الدين، وكذلك الغالبية الكبرى من النبلاء مالكي الأراضي المحليين الذين شكّلوا فعليًا طبقة حاكمة على السكان الأصليين من غير النبلاء من الإستونيين واللاتفيين. وبحلول القرن التاسع عشر، حين بدأت تتبلور هوية عرقية مميزة للألمان البلطيقيين، كان معظم من يعرّفون أنفسهم بهذه الهوية من غير النبلاء، وينتمون في الغالب إلى الطبقة المتوسطة الحضرية والمهنية.
في القرنين الثاني عشر والثالث عشر، بدأ التجار والحملات الصليبية الكاثوليكية من الألمان بالاستقرار في الأراضي الشرقية من منطقة البلطيق. ومع تراجع استخدام اللغة اللاتينية، أصبحت اللغة الألمانية الدنيا اللغة المهيمنة في الوثائق الرسمية، والتجارة، والتعليم، والإدارة، ولاحقًا أصبحت اللغة الألمانية العليا هي السائدة. وبحلول النصف الأول من القرن العشرين، كان الألمان البلطيقيون – إلى جانب الساكسونيين الترانسيلفانيين (في رومانيا) والألمان الزيبسر (في سلوفاكيا) – يُعدّون من أقدم الجماعات الناطقة بالألمانية والمستمرة عرقيًا ضمن الشتات الألماني في أوروبا.
كان معظم المستوطنين الكاثوليك في العصور الوسطى وأحفادهم الناطقين بالألمانية يعيشون في بلدات ليفونيا خلال العصور الوسطى. إلا أن نخبة صغيرة ثرية منهم شكّلت طبقة النبلاء البلطيقيين، الذين امتلكوا مساحات شاسعة من الأراضي الريفية. وبعد أن تخلّت السويد عن أراضيها في ليفونيا لصالح الإمبراطورية الروسية عقب الحرب الشمالية الكبرى (1700–1721)، بدأ العديد من هؤلاء النبلاء الناطقين بالألمانية بشغل مناصب رفيعة في الحياة العسكرية والسياسية والإدارية للإمبراطورية الروسية، ولا سيما في عاصمتها سانت بطرسبرغ. وكان معظم الألمان البلطيقيين يحملون الجنسية الروسية حتى نالت إستونيا ولاتفيا استقلالهما عام 1918، وبعد ذلك، حصل معظمهم على جنسية إستونية أو لاتفية حتى إعادة توطينهم القسرية في ألمانيا النازية عام 1939، قبل الغزو والاحتلال السوفييتي لهاتين الدولتين عام 1940.
لم تتجاوز نسبة الألمان البلطيقيين 10% من مجموع السكان في أي وقت من التاريخ. ففي عام 1881، بلغ عددهم نحو 180,000 في المقاطعات البلطيقية التابعة لروسيا، إلا أن هذا الرقم انخفض إلى 162,000 بحلول عام 1914. وكان عدد الألمان في إستونيا عام 1881 حوالي 46,700 شخص (أي ما نسبته 5.3% من السكان). ووفقًا لتعداد الإمبراطورية الروسية عام 1897، بلغ عدد الألمان في لاتفيا 120,191 شخصًا، أي ما يعادل 6.2% من السكان.
انتهى الوجود الفعلي للألمان البلطيقيين في منطقة البلطيق تقريبًا بحلول أواخر عام 1939، بعد توقيع ميثاق مولوتوف–ريبنتروب، وما تبعه من عمليات النقل السكاني بين ألمانيا النازية والاتحاد السوفييتي. فقد قامت ألمانيا النازية بإعادة توطين معظم الألمان البلطيقيين ضمن برنامج (العودة إلى الوطن) في الأقاليم الألمانية الجديدة مثل وارتلاند ودانزيغ-بروسيا الغربية (في أراضي جمهورية بولندا الثانية المحتلة). وفي عام 1945، طُرد معظم الألمان العرقيين من هذه المناطق ضمن عمليات الطرد الواسعة للألمان من أوروبا الوسطى والشرقية عقب الحرب العالمية الثانية. وقد خُطِّط لإعادة توطينهم ضمن الأراضي التي بقيت تحت السيطرة الألمانية وفقًا للحدود التي أُقرت في مؤتمر بوتسدام، أي غرب خط أودر–نايسه.
يُخطئ البعض أحيانًا في اعتبار الألمان العرقيين من بروسيا الشرقية وليتوانيا ضمن الألمان البلطيقيين، نظرًا للتشابهات الثقافية واللغوية والتاريخية. إلا أن الألمان في بروسيا الشرقية كانوا يحملون الجنسية البروسية، ومنذ عام 1871، أصبحوا يحملون الجنسية الألمانية، لأن الأراضي التي سكنوها كانت جزءًا من مملكة بروسيا.

## معرض صور

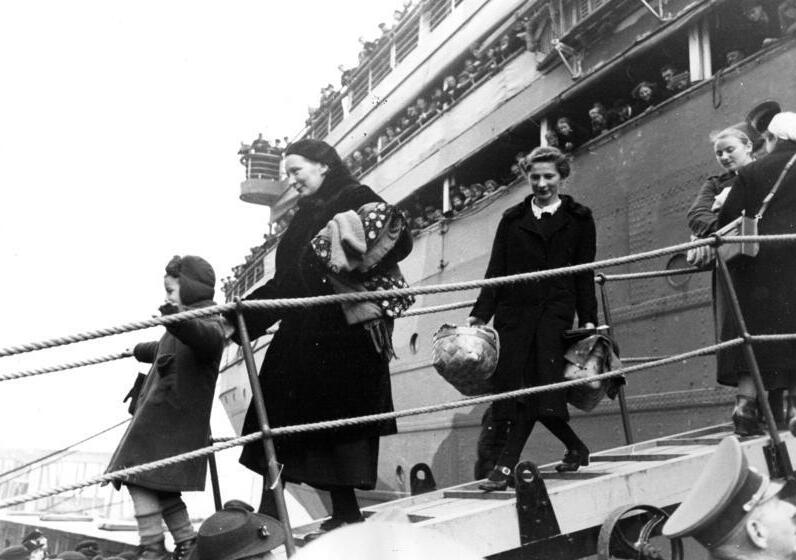
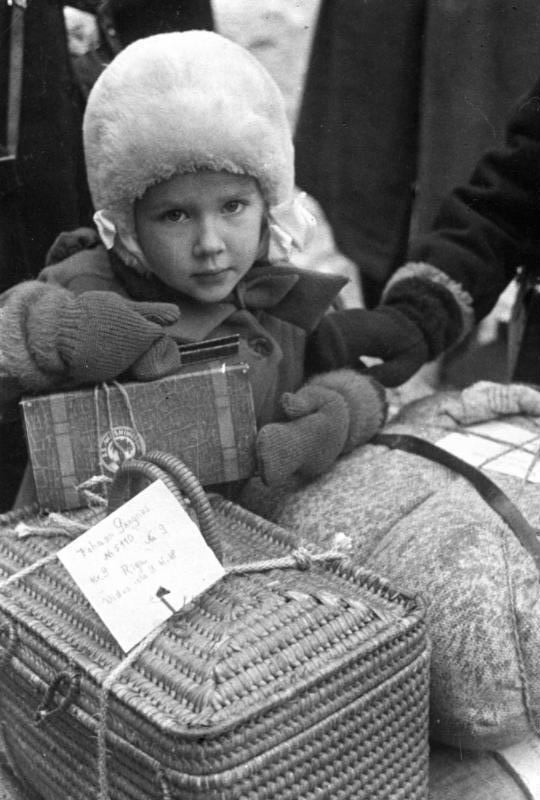
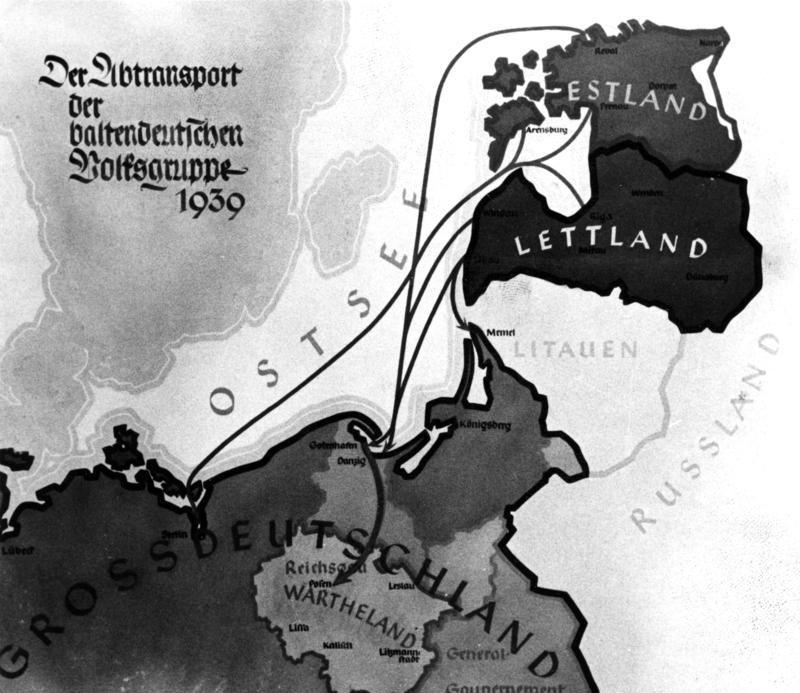
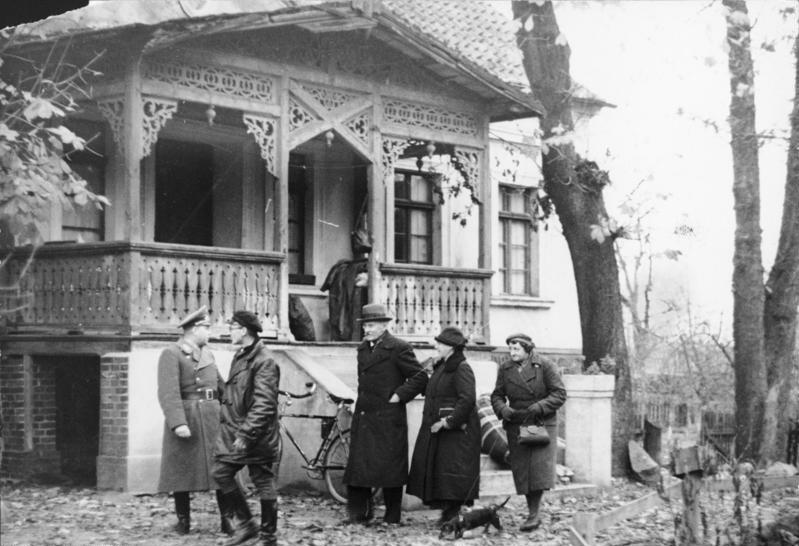
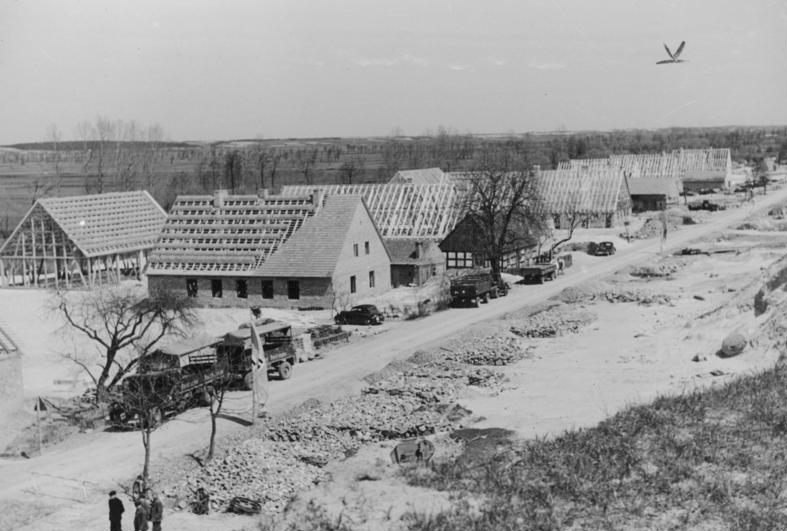